# Tommy Sjödin
Tommy S. Sjödin (Svédország, Timrå, 1965, augusztus 13. –) volt profi jégkorongozó.

## Karrier
Komolyabb karrierje 1983–1984-ben kezdődött a svéd másodosztályban (Timrå IK). Itt három idényen keresztül játszott. 1986–1987 és 1991–1992 között a svéd első osztályban játszott a Brynäs IF csapatában. Az 1985-ös NHL-drafton a Minnesota North Stars választotta ki őt a 12. kör 237. helyén. Az 1992–1993-as szezonban bemutatkozott az NHL-ben a North Stars színeiben. A következő idényben a North Stars átköltözött Dallasba és Dallas Stars lett a neve. Ekkor hét mérkőzésen léphetett jégre, majd leküldték az IHL-es Kalamazoo Wingsbe de onnan a szintén NHL-es Québec Nordiqueshez került a szezon végére. 1994 és 1998 között a svájci első osztályban a HC Luganóban szerepelt majd még egy évet az EHC Klotenben. 1999 és 2008 között hazája pontvadászatában játszott (Brynäs IF). 2008-ban vonult vissza.

## Nemzetközi szereplés
Első válogatottbeli szereplése az 1992-es téli olimpia volt. Ezen az eseményen az ötödik lett a válogatottal. Rögtön az olimpia után mehetett a világbajnokságra, ahol viszont már aranyérmes lett. A döntőben a finneket verték 5-2-re. Legközelebb az 1994-es világbajnokságon játszott, ahol a bronzmérkőzésen nyertek az amerikaiak ellen 7-2-re. A következő évben is ott volt a világbajnokságon és a döntőben a finnek visszavágtak az 1992-es vereségért így csak ezüstérmes lett. Utolsó világbajnoksága az 1996-os volt, ahol csak a negyeddöntőig jutottak a svédek.

## Díjai
- Svéd All-Star Csapat: 1992, 1995
- Guldpucken: 1992
- Világbajnokság All-Star Csapat: 1995
- Világbajnoki aranyérem: 1992
- Világbajnoki ezüstérem: 1995
- Világbajnoki bronzérem: 1994
- Olasz bajnok: 1997
- Elitserien All-Star Gála: 2000, 2001, 2002